# 2023年新加坡洗钱案
2023年新加坡洗钱案，新加坡媒体通常根据该案的案值称之为30亿洗钱案，是发生于新加坡的洗钱案件，案值约30亿新加坡元（约合160亿元人民币），涉案资金来自电信诈骗、网络赌博等有组织犯罪。该案是新加坡历史上最大的洗钱案，对该国的国际金融中心形象造成了负面影响。

## 时间线
自2021年开始，新加坡反洗钱部门发现有人疑似使用伪造文书来证明本地银行账户的资金来源，同时有金融机构和其他公司提交可疑交易报告。据此警方开始秘密调查，并于次年发现了相互联系的巨大关系网，此后警方着手理清嫌犯的犯罪活动和所持有的资产。
2023年8月15日，新加坡警察部队派出400余名警力于武吉知马、乌节路、圣淘沙升涛湾等地逮捕了10名涉案人，并通缉了其他涉案人，这10个人均为中国福建籍，在新加坡生活已長達6年，有第三国护照或国籍，其中5人与中国警方公布的通缉犯同名。本案的涉案资金来自电信诈骗、网络赌博等有组织犯罪，涉案人员在新加坡拥有多处豪宅，新加坡警方在实施抓捕时还在现场查获了大量现金、奢侈品、豪车、名酒等财物并冻结了多个银行账户。此外在抓捕行动中，嫌犯苏海金从武吉知马一处洋房的二楼跳楼受伤，后躲在沟渠中直至被捕，但其抗辩称此举并非是想要逃跑，而是在查看情况时不慎跌落。
本案从逮捕、提控被告到案件审结历时10多个月，至2024年6月10日苏剑锋获刑而告终。根据新加坡法院的报告，10名被告的资产分散存放于瑞士信贷、花旗集团、大华银行、华侨银行、星展银行等处。由于本案被告们被扣押的资产只是整体涉案资产的一部分，加上全部被告都同意让新加坡当局没收几乎所有起获资产，故都获得了较轻的量刑。
2024年7月26日，苏剑锋获释，至此全部10名涉案人员均已刑满释放并被驱逐出境，其中8人被驱逐至柬埔寨，1人被驱逐至日本，1人被驱逐至英国。
2024年8月14日，又有3名嫌疑人因涉嫌协助洗钱被新加坡地方法院起诉。其中，两名为中国籍前银行职员，另一名为新加坡籍私人司机。

## 涉案人员
| 姓名   | 性别 | 案发时年龄 | 第三国身份        | 有期徒刑  | 没收财产（新加坡元） | 其他信息                                                            |
| ------ | ---- | ---------- | ----------------- | --------- | -------------------- | ------------------------------------------------------------------- |
| 苏剑锋 | 男   | 35岁       | · 土耳其 · 柬埔寨 | 17个月    | 1亿7900万（占比95%） | - 于新加坡服刑完毕后被驱逐出境至柬埔寨 - 与中国警方通缉令中的人同名 |
| 王德海 | 男   | 34岁       | 賽普勒斯 · 柬埔寨 | 16个月    | 4920万（占比90%）    | - 于新加坡服刑完毕后被驱逐出境至英国 - 与中国警方通缉令中的人同名   |
| 林宝英 | 女   | 43岁       | · 土耳其          | 15个月    | 1亿5400万（占比90%） | - 于新加坡服刑完毕后被驱逐出境至柬埔寨                              |
| 张瑞金 | 男   | 44岁       | 圣基茨和尼维斯    | 15个月    | 1亿1800万（占比90%） | - 于新加坡服刑完毕后被驱逐出境至柬埔寨                              |
| 陈清远 | 男   | 33岁       | 柬埔寨 ·          | 15个月    | 2130万（占比91%）    | - 于新加坡服刑完毕后被驱逐出境至柬埔寨 - 与中国警方通缉令中的人同名 |
| 苏海金 | 男   | 40岁       | 賽普勒斯 · 柬埔寨 | 14个月    | 1亿6500万（占比95%） | - 于新加坡服刑完毕后被驱逐出境至柬埔寨                              |
| 苏宝林 | 男   | 41岁       | 柬埔寨            | 14个月    | 6500万（占比90%）    | - 于新加坡服刑完毕后被驱逐出境至柬埔寨                              |
| 王水明 | 男   | 42岁       | 土耳其 ·          | 13个月6周 | 1亿7900万（占比90%） | - 于新加坡服刑完毕后被驱逐出境至日本 - 与中国警方通缉令中的人同名   |
| 王宝森 | 男   | 31岁       |                   | 13个月    | 800万（全部财产）    | - 于新加坡服刑完毕后被驱逐出境至柬埔寨                              |
| 苏文强 | 男   | 31岁       | 柬埔寨            | 13个月    | 600万（全部财产）    | - 于新加坡服刑完毕后被驱逐出境至柬埔寨 - 与中国警方通缉令中的人同名 |

此外，还有两名嫌疑人王火强（时年29岁）和苏永灿（时年33岁）在2023年8月15日新加坡警方实施抓捕行动前已经离开新加坡，新加坡警方已通过国际刑警组织对两人发布红色通缉令。